# Паллена (спутник)
Паллена — один из самых маленьких естественных спутников Сатурна, открытый в 2004 году при помощи космического аппарата «Кассини» в рамках интернациональной космической программы «Кассини — Гюйгенс».

## Название
Временным обозначением Паллены стало S/2004 S 2. В январе 2005 года луну назвали в честь Паллены, одной из алкионид в древнегреческой мифологии.
Спутник также носит название Saturn XXXIII.

## Открытие
Паллену вместе с Метоной открыла группа исследователей во главе с Кэролин Порко, работавших с изображениями, полученных с АМС «Кассини». Луна была обнаружена 1 июня 2004 года, при помощи разработанного планетологом Себастьяном Шарно (Sébastien Charnoz) программного обеспечения.
Впервые Паллена была зафиксирована 23 августа 1981 на одной из фотографий, присланных Вояджером-2. Тогда её назвали S/1981 S 14, оценив расстояние до Сатурна в 200,000 км. Установить орбиту луны тогда было невозможно, так как она присутствовала только на одном изображении. Недавние сравнения показали совпадение положения объекта S/1981 S 14 с орбитой Паллены.

## Исследование
16 октября 2010 года, в ходе программы по исследованию Сатурна и его спутников, «Кассини» приблизился к Паллене на расстояние в 36000 километров и сделал два снимка этого спутника.